# Callitomis leucosoma
Callitomis leucosoma là một loài bướm đêm thuộc phân họ Arctiinae, họ Erebidae.